# Johann Bergmann von Olpe

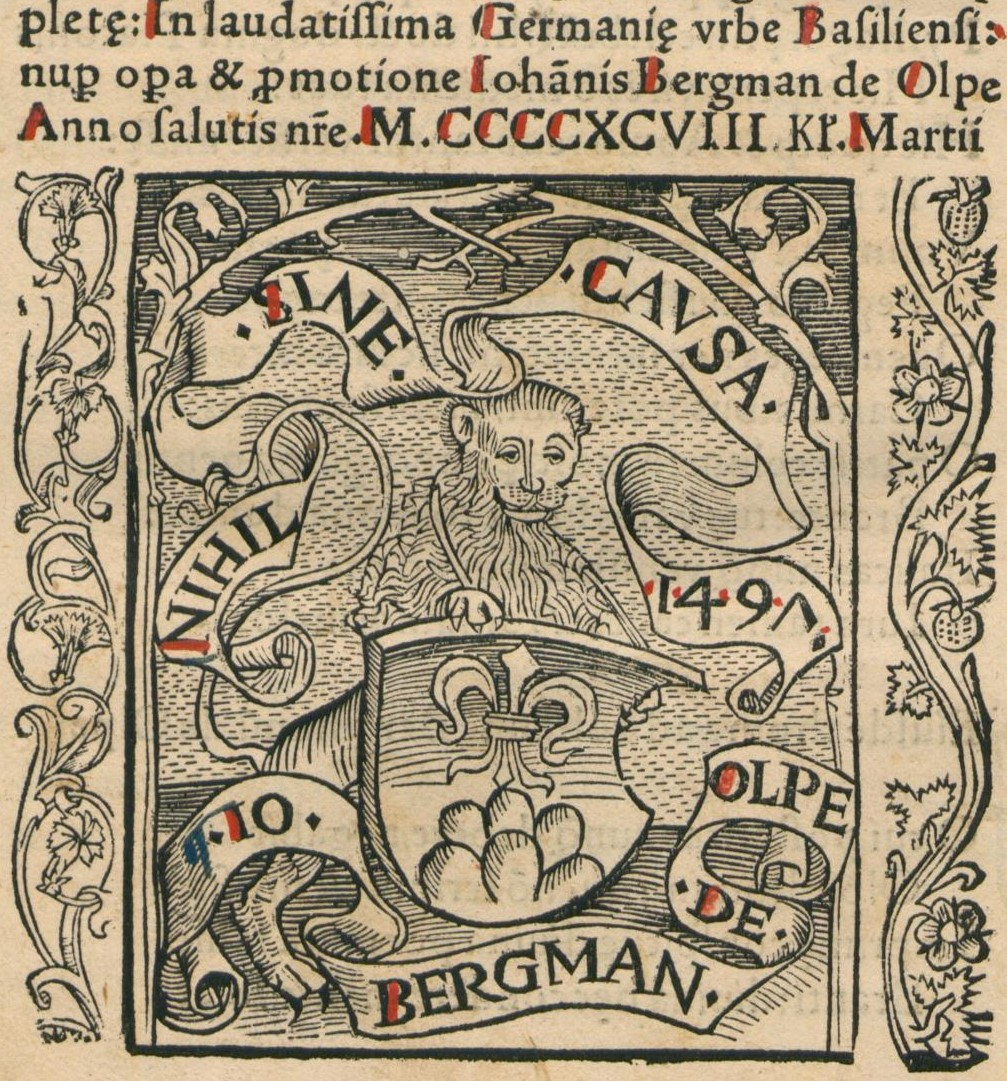
Druckerzeichen von Johann Bergmann von Olpe (Universitätsbibliothek Basel)

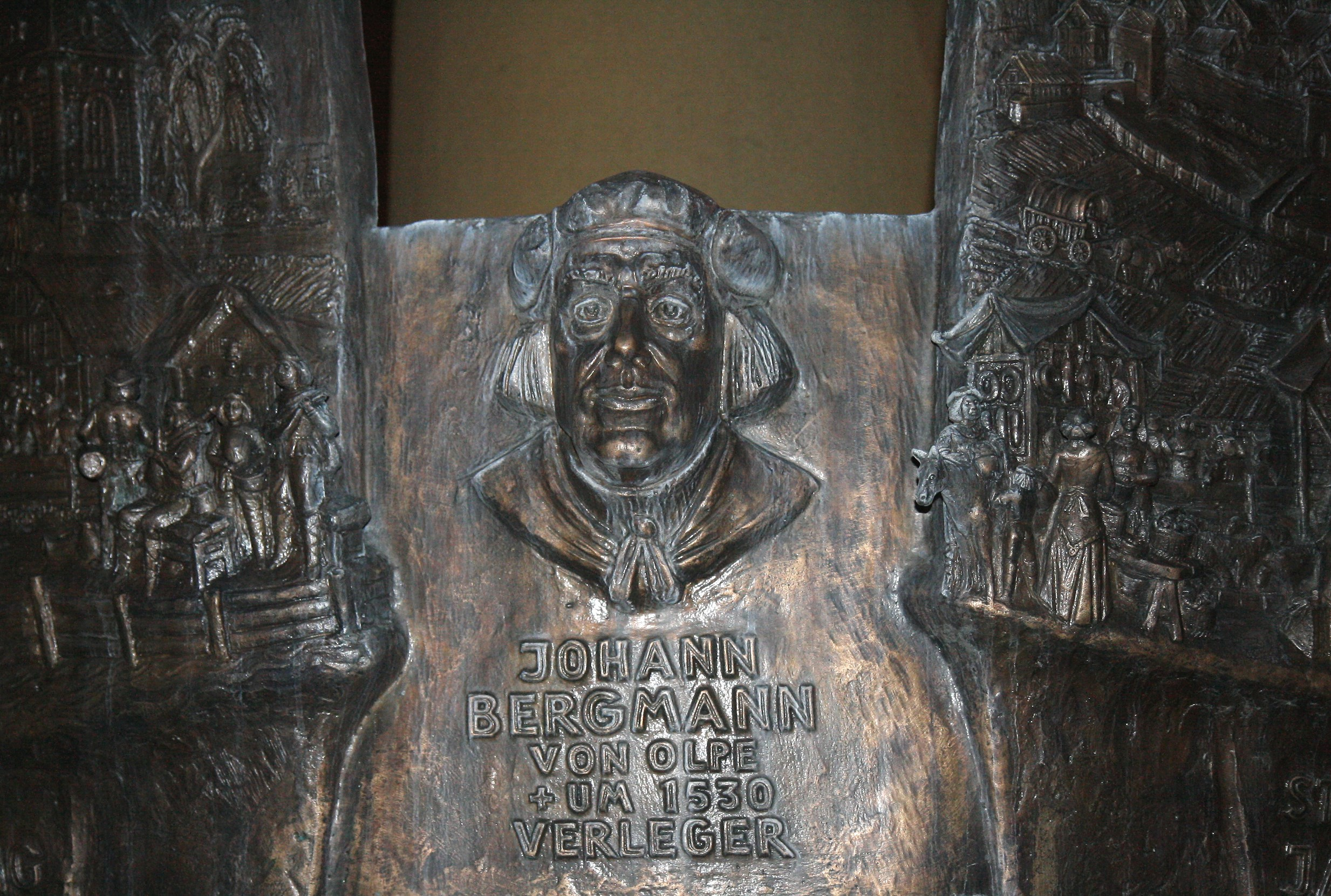
Johann Bergmann
Relief am Geschichtsbrunnen in Olpe

Johann Bergmann von Olpe (* zwischen 1455 und 1460 in Olpe; † vor dem 20. Februar 1532 in Basel) war ein deutscher römisch-katholischer Priester und Verleger. Er gab unter anderem das Narrenschiff von Sebastian Brant heraus.

## Leben
Johann Bergmann von Olpe studierte vermutlich in Basel und war dann Priester und Kaplan am dortigen Domstift sowie bischöflicher Kollektor. Zwischen 1483 und 1524 war er Pfarrrektor in Sewen im Elsass. Er war für den Bau der dortigen Pfarrkirche verantwortlich.
Bergmann besaß ein eigenes Druckerzeichen und offenbar eigenes Typenmaterial; ob er auch eine eigene Offizin geführt hat oder durchwegs bei anderen hat drucken lassen, ist umstritten. Er hatte Beziehungen zum oberrheinischen Humanistenkreis und verlegte unter anderem die Werke Sebastian Brants, von Jakob Locher, Johannes Reuchlin und Jakob Wimpheling. Bekannt wurde er vor allem dank der Ausgaben des Ritters vom Turn von Marquard vom Stein von 1493, dem eine Übertragung des französischen Livre pour l’enseignement de ses filles (auch Livre du Chevalier de la Tour Landry) des Geoffroi de La Tour Landry von 1370/71 zugrunde lag, und seiner Ausgabe von Brants Narrenschiff von 1494. Seine Ausgaben zeichnen sich durch qualitätvolle Typen, Bordüren und künstlerisch besonders bemerkenswerte Holzschnitte aus, die noch nicht alle eindeutig identifiziert sind und teils dem jungen Albrecht Dürer, teils dem mit einem Notnamen benannten Meister der Bergmannschen Offizin zugeschrieben werden.